# Mạy bói
Mạy bói, tên khoa học Bambusa burmanica, còn được gọi là nó bói, tre Miến Điện, là một loài thực vật có hoa trong họ Hòa thảo. Loài này được Gamble mô tả khoa học đầu tiên năm 1896.